# 336. Infanterie-Division (Wehrmacht)
La 336. Infanterie-Division fu una divisione dell'esercito tedesco attiva durante la seconda guerra mondiale che venne creata nel 1940 e fu prima schierata in Francia come forza di occupazione e poi lungo il fronte orientale dove fu distrutta nel 1944.

## Storia
La divisione fu costituita il 15 dicembre 1940, nell'area di Bielefeld, ma l'addestramento è stato poi completato presso l'area addestrativa militare di Mons, in Belgio e dal giugno 1941, fu schierata come forza di occupazione in Francia, nella zona tra Le Havre, Fécamp e Yvetot. Nel maggio 1942 la divisione fu trasferita sul fronte orientale alla 6. Armee, nell'Heersgruppe Süd; da Kharkov, prese parte all'avanzata dell'esercito attraversando il Donec, l'Oskol ed il Don, ad ovest di Stalingrado. Dopo l'inizio dell'offensiva russa per circondare la 6. Armee a Stalingrado, rimase fuori dalla sacca; solo il Pionier-Bataillone 336 fu mandato a Stalingrado nell'ottobre 1942, dove fu distrutto, ma nel gennaio 1943, fu istituito un nuovo Pionier-Bataillone 336. Nel marzo 1943 la divisione si trasferì passando per Shakhty fino al Mius, a nord di Taganrog, dove combatté dall'aprile al settembre 1943, quando fu circondata vicino a Uspenskaya; dopo dure battaglie, riuscì a ritirarsi passando per Melitopol fino ad arrivare in Crimea, dove fu schierata e distrutta nei pressi di Sebastopoli, nel maggio 1944; i suoi resti furono assorbiti nel Grenadier-Regiment 685 della 294. Infanterie-Division.

## Ordine di battaglia
- Infanterie-Regiment 685
- Infanterie-Regiment 686
- Infanterie-Regiment 687
- Artillerie-Regiment 336
- Pionier-Bataillone 336
- Feld-Ausbildungs-Bataillon 336
- Panzerjäger-Abteilung 336
- Füsilier-Bataillon 336
- Divisions-Nachrichten-Abteilung 336
- Divisions-Nachschubführer 336[1]

## Decorazioni
Alcuni soldati della 336. Infanterie-division furono premiati per le loro azioni in guerra:
- Croce Tedesca
  - in oro: 4

## Comandanti
- Generalleutnant Johann Stever (15 dicembre 1940 - 1º marzo 1942)
- General der Artillerie Walther Lucht (1º marzo 1942 - 22 luglio 1943)
- Generalmajor Wilhelm Kunze (22 luglio 1943 - 8 dicembre 1943)
- Generalmajor Wolf Hagemann (8 dicembre 1943 - maggio 1944)[1]